# One and All
One and All (We Are) è il secondo singolo estratto dall'album Monuments to an Elegy del 2014, del gruppo di rock alternativo The Smashing Pumpkins.

## Il brano
Il brano è stato presentato dall'Huffington Post il 5 novembre 2014. Nella relativa intervista Billy Corgan afferma che ha cantato il brano la prima volta che lo ha scritto, in pratica si è scritto da solo. Secondo Rolling Stone la traccia ha una sciacquata di chitarre grunge distorte, per tutta la sua durata. Anche questo brano, come gli altri dell'album, è stato registrato con il batterista dei Mötley Crüe Tommy Lee.

## Tracce
Download digitale
1. One and All – 3:45 (Billy Corgan)

## Formazione
The Smashing Pumpkins
- Billy Corgan – voce, chitarra, basso, tastiere
- Jeff Schroeder – chitarra

Altri musicisti
- Tommy Lee – batteria